# Amics per sempre (pel·lícula de 2019)
Amics per sempre (originalment en anglès, Storm Boy) és una pel·lícula dramàtica familiar de 2019 basada en la novel·la homònima de 1964 de Colin Thiele. L'adaptació va ser dirigida per Shawn Seet i protagonitzada per Geoffrey Rush i Jai Courtney. S'ha doblat al català oriental; també s'ha editat una versió en valencià per a À Punt.

## Sinopsi
Basat en el llibre homònim, Amics per sempre segueix un nen jove que creix en una costa en gran part deshabitada del sud d'Austràlia. Rescata tres pelicans orfes i forma un vincle estret amb ells.

## Repartiment

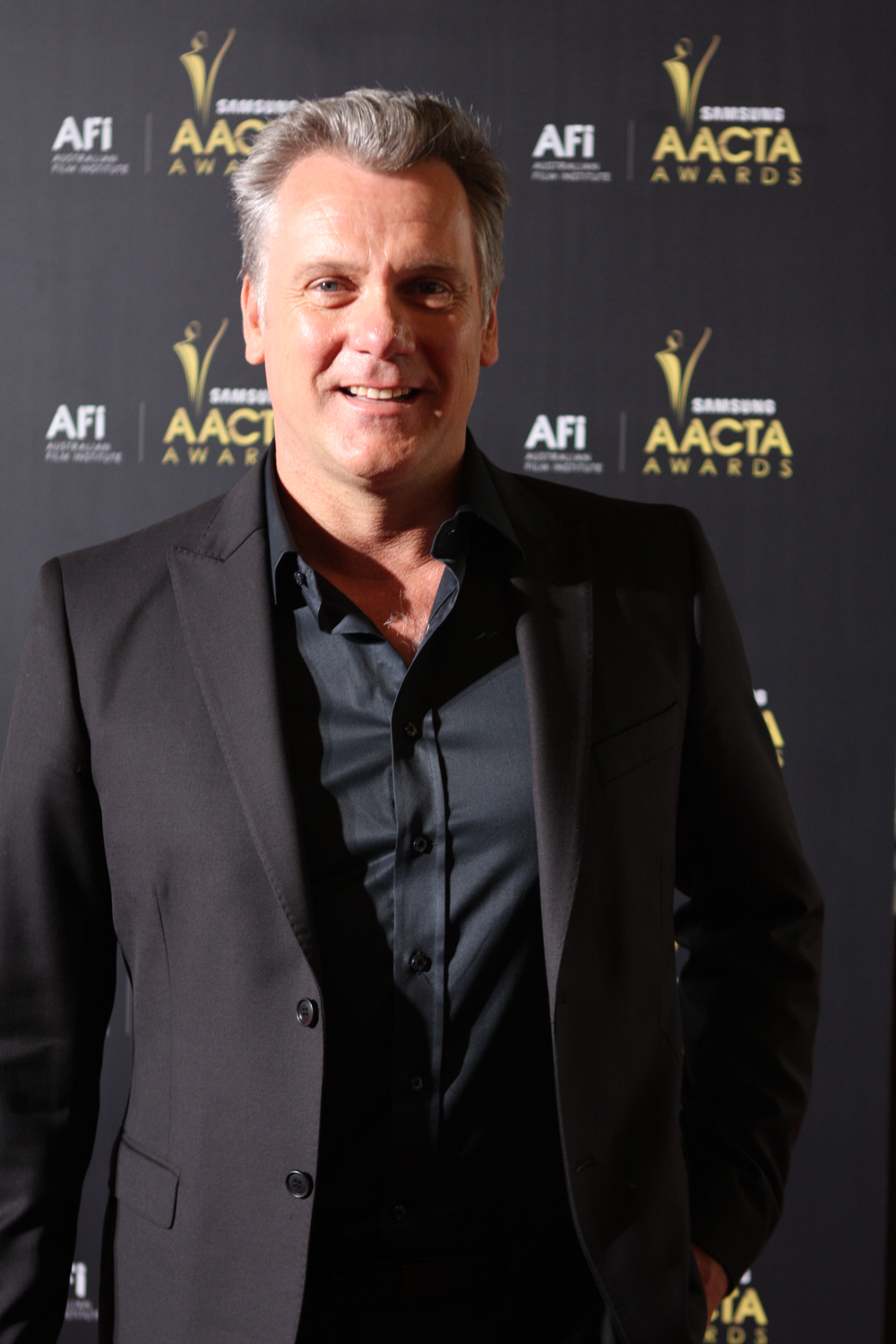
Erik Thomson interpreta Malcolm Downe a la pel·lícula

- Geoffrey Rush com a Michael Kingley
- Jai Courtney com a Tom
- Finn Little com a Storm Boy
- Trevor Jamieson com a Bill
- Morgan Davies com a Madeline
- Erik Thomson com a Malcom Downer
- David Gulpilil com el pare d'en Bill
- Simone Annan com a advocada de Murujuga
- Thibul Nettle com a agent de policia (com a Stinga-T)